# Oka Rusmini
Oka Rusmini (geb. 11. Juli 1967 als Ida Ayu Oka Rusmini in Jakarta) ist eine indonesische Journalistin und Schriftstellerin, deren literarische Werke mehrfach ausgezeichnet wurden. Internationale Bekanntheit erreichte sie mit ihrem Roman Tarian Bumi (dt. Erdentanz).

## Leben und Schaffen
Oka Rusmini entdeckte ihre Liebe zur Literatur bereits als Kind. Nachdem sie aufgrund einer Polio-Erkrankung das Ballett aufgeben musste, widmete sie sich dem Lesen und Schreiben. Als ihren Lieblingsschriftsteller und große Inspiration nennt sie Hans Christian Andersen. Sie wurde nach der Lehre des Hinduismus und den damit einhergehenden Traditionen und Konventionen erzogen. Selbst der Brahmana‐Kaste zugehörig, erfuhr sie nach ihrer Verehelichung mit einem muslimischen Javaner Ausgrenzung.
1990 begann Oka Rusmini als Reporterin für die Zeitung Bali Post zu arbeiten. Im Zuge dieser Tätigkeit interviewte sie viele außergewöhnliche Frauen, unter anderem balinesische Tänzerinnen. Diese waren meist unbekannt und wurden von der Regierung nicht ernst genommen, obwohl sie die lokale Kultur und den Tanz bewahrten. Oka Rusmini ließ ihre Geschichten in ihren Roman Tarian Bumi einfließen, der 1997 zunächst in Fortsetzungen in der islamischen Tageszeitung Republika veröffentlicht wurde. Er wurde auch als Vorläufer oder frühes Beispiel der Sastra wangi (dt. „duftende“ oder „parfümierte Literatur“) beschrieben – ein Label für indonesische Gegenwartsliteratur von jungen, urbanen Autorinnen, die sich unmittelbar vor und nach dem Fall des diktatorisch regierenden Präsidenten Suharto 1998 mit kontroversen Themen wie Politik, Religion und Sexualität auseinandersetzten. Tarian Bumi erzählt die Geschichte balinesischer Frauen über vier Generationen hinweg, beginnend bei einer Tänzerin, die von ihrer Familie verstoßen wird, nachdem sie einen Angehörigen einer niedrigeren Kaste geheiratet hat. Auch die Themen Armut und lesbische Liebe werden im Roman behandelt. Er stellt ihr bekanntestes Werk dar und wurde in mehrere Sprachen übersetzt, unter anderem 2007 von Birgit Lattenkamp ins Deutsche.
Gewalt gegen Frauen und ihre Unterdrückung durch balinesische Traditionen (Adat) sowie die Kritik am Kastensystem ziehen sich durch Oka Rusminis literarisches Œuvre. Ihre Werke wurden mehrfach ausgezeichnet, unter anderem mit dem S.E.A. Write Award (2012) und dem Kusala Sastra Khatulistiwa (2014).

## Werke
- Monolog Pohon (1997)
- Tarian Bumi (2000)
  - Erdentanz. Roman aus Bali. Aus dem Indones. von Birgit Lattenkamp. Horlemann, Bad Honnef 2007, ISBN 978-3-89502-234-0.
  - Erdentanz. Roman aus Bali. Aus dem Indones. von Birgit Lattenkamp. Vollst. korrigierte Taschenbuchausg. Horlemann, Angermünde 2015, ISBN 978-3-89502-396-5.
- Sagra (2001)
- Kenanga (2003)
- Patiwangi (2003)
- Warna Kita (2007)
- Pandora (2008)
- Tempurung (2010)
  - The Devil's Tree, ein Ausschnitt in englischer Übersetzung, erschien in: Indonesian Women Writers. Hg. von Yvonne Michalik und Melani Budianta. regiospectra, Berlin 2015, S. 89–102.
- Akar Pule (2012)
- Saiban (2014)
- Men Coblong (2019)
- Koplak (2019)[6]

## Auszeichnungen
- Verschiedene Auszeichnungen für ihre Kurzgeschichten, unter anderem von der Frauenzeitschrift Femina und vom Literaturmagazin Horison
- 2003, Literaturpreis des Zentrums für Sprache des Nationalen Bildungsministeriums für ihren Roman Tarian Bumi (Erdentanz)
- Literaturpreis des Ausschusses für Entwicklung und Ausbreitung der indonesischen Sprache (ehemals Zentrum für Sprache)
- 2012, S.E.A. Write Award (Southeast Asian Writers Award)
- Balinesischer Literaturpreis Tantular (Anugerah Sastra Tantular)
- 2014, Kusala Sastra Khatulistiwa für ihren Roman Saiban[7]